# Philippe Riboud
Philippe Claude Riboud (Lyon, 9 de abril de 1957) es un deportista francés que compitió en esgrima, especialista en la modalidad de espada.
Participó en cuatro Juegos Olímpicos de Verano entre los años 1976 y 1988, obteniendo en total seis medallas: oro y bronce en Moscú 1980, plata y bronce en  Los Ángeles 1984 y oro y plata en Seúl 1988. Ganó ocho medallas en el Campeonato Mundial de Esgrima entre los años 1978 y 1990.

## Palmarés internacional
| Juegos Olímpicos   | Juegos Olímpicos             | Juegos Olímpicos  | Juegos Olímpicos   |
| Año                | Lugar                        | Medalla           | Prueba             |
| ------------------ | ---------------------------- | ----------------- | ------------------ |
| 1980               | Moscú (URSS)                 | Medalla de oro    | Espada por equipos |
| 1980               | Moscú (URSS)                 | Medalla de bronce | Espada individual  |
| 1984               | Los Ángeles (Estados Unidos) | Medalla de plata  | Espada por equipos |
| 1984               | Los Ángeles (Estados Unidos) | Medalla de bronce | Espada individual  |
| 1988               | Seúl (Corea del Sur)         | Medalla de oro    | Espada por equipos |
| 1988               | Seúl (Corea del Sur)         | Medalla de plata  | Espada individual  |
| Campeonato Mundial |                              |                   |                    |
| Año                | Lugar                        | Medalla           | Prueba             |
| 1978               | Hamburgo (RFA)               | Medalla de plata  | Espada individual  |
| 1979               | Melbourne (Australia)        | Medalla de oro    | Espada individual  |
| 1982               | Roma (Italia)                | Medalla de oro    | Espada por equipos |
| 1982               | Roma (Italia)                | Medalla de plata  | Espada individual  |
| 1985               | Barcelona (España)           | Medalla de bronce | Espada individual  |
| 1986               | Sofía (Bulgaria)             | Medalla de oro    | Espada individual  |
| 1987               | Lausana (Suiza)              | Medalla de bronce | Espada por equipos |
| 1990               | Lyon (Francia)               | Medalla de plata  | Espada por equipos |